# Web-documentaire
Le web-documentaire est un documentaire conçu pour être interactif – en associant texte, images, vidéos, sons et animations – et produit pour être diffusé sur le Web.
Ce type d'œuvre se caractérise par :
- l'utilisation d'un contenu multimédia[1],
- l'introduction dans le récit de procédés interactifs[2],[3],
- une navigation et un récit non linéaire,
- une écriture spécifique,
- un point de vue d'auteur[4].

## Histoire du Web-documentaire

### Le documentaire
Le cinéma documentaire classique représente une forme conventionnelle avec des codes à la fois intellectuels et techniques. Tout d’abord, il existe une forte revendication du réalisme. Le but est de capter le réel, d'apporter un regard sur le monde et avoir un aspect didactique. Le documentaire s’oppose bien à un film de fiction en ce sens où c’est "un film didactique montrant des faits réels, et non imaginaires" . L’objectivité en est également un point central puisqu'il est question de décrire "le réel tel quel" sans parti pris subjectif. Sa figure dominante est le commentaire omniscient du speaker anonyme supposé voir et savoir le monde représenté. Néanmoins, le film documentaire n’est pas sans scénario, sans décors, sans acteurs. Tous les documents font l’objet d’un projet rédigé qui donne une idée assez précise du sujet choisi et de sa future construction. Par exemple, un film de montage historique est d’abord écrit sous forme d’un canevas tissant des événements, commentaires, archives recherchées. Ce canevas est ensuite modifié au gré du tournage. D’une autre manière, les documentaires de reconstitution rejouent les situations par les protagonistes eux-mêmes ou font raconter les témoins sur les lieux à l’aide d’un texte élaboré. Dans ces cas, il s’agit de choisir le sujet, d’écrire le projet, de diriger le tournage et de monter le film.  La première erreur est donc de croire qu’un documentaire se tourne sans mise en scène. La seconde erreur est de supposer des images sans auteur. Tout tournage implique des choix de motifs, de cadrage et de montage. Le documentariste exprime à la fois la pensée des autres mais aussi sa propre pensée. Il élabore une réflexion sur le monde à partir des réflexions et des images des autres mêlant récit mimétique et discours réflexif. 
Certes le documentaire a une forme conventionnelle, mais les sujets peuvent être traités différemment. Dans Drifters, John Grierson développe le documentaire social en témoignant une volonté d’aller à la rencontre du monde réel. En 1922, Nanouk l'Esquimau de Robert Flaherty prétend à un cinéma ethnographique. Le réalisateur implique les hommes qu’il filme dans son fil narratif. Autrement dit, il filme du point de vue des Inuits à savoir le personnage principal et sa famille. Les faits et les gestes sont scénarisés autour d’un récit de lutte pour leur survie. Le Docufiction, quant à lui, fabrique un produit international de grande audience. Celui-ci exploite la curiosité publique pour des sujets scientifiques ou historiques en les traitant de "façon attractive". D’autres "sous-genres" existent, le panel des possibilités de sujet et de tournage étant assez large. Cette diversité de sujets s’étend jusqu’aux différentes formes de discours, (les témoignages, les rapports (archive), les vidéos d’archive (actualité de l’époque), les injonctions, les témoignages de spécialistes), présentes dans un même documentaire grâce ou à cause de l’impact du numérique et de ses nouvelles technologies.  

### Le contexte socio-économique de l'apparition du Web-documentaire
L’apparition du web-documentaire s’inscrit dans un contexte de crise économique des médias et de crise identitaire des journalistes. Ainsi, les nouveaux modes de consommation des médias hors de leur support d’origine ont amené à développer une convergence numérique des contenus.
En effet, la télévision souffre du phénomène du zapping et de la migration d'une partie des télénautes vers Internet où "les contenus sont délinéarisés aux côtés du flux télévisuel habituel". Une audience qui devient donc de plus en plus exigeante et filtre ses programmes. Par conséquent, l’attention de cette audience est en baisse et difficilement fidélisable. De même que pour la presse écrite, le lectorat baisse considérablement. Les annonceurs publicitaires, quant à eux, tendent à aller vers un accès à des systèmes de mesure de l'inter-activité de l'audience.
À l’inverse, Internet bénéficie d’une croissance rapide du nombre d’internautes. D'après Médiamétrie, "Les internautes sont aujourd’hui ultra- connectés et s’ils sont de plus en plus sollicités via cette exposition décuplée sur la toile, ils savent aussi se mettre en scène en utilisant les réseaux sociaux pour partager les contenus en tous genres et expériences personnelles". L'institut recense 43,2 millions d’internautes, 27 millions de mobinautes et 11,2 millions de tablonautes en 2013. Ils consultent la presse, regardent des contenus TV en "live" ou en "catch up" ou encore écoutent la radio. Quelles sont leurs raisons ? "Ils passent par internet pour être au cœur de l’actualité ; en complément des supports traditionnels ". Par ailleurs, 9 vidéos chaque jour sont regardés en moyenne par un visiteur unique et 31 minutes y sont consacrées en moyenne quotidiennement ; 14 et 13 vidéos pour les 2-14 ans et 15-24 ans avec un temps journalier de 48 et 51 minutes pour chacune de ces tranches d’âge.
Cependant l’audience est volatile et sa mesure reste encore difficile malgré des efforts de Médiamétrie cherchant à combiner précision de la mesure et richesse des informations sur les internautes. C’est pourquoi ce média est souvent utilisé en complément lors, par exemple, d'une campagne publicitaire. Il permet aux annonceurs de développer une plus grande proximité avec leurs cibles et un ciblage personnalisé. De plus, une communication de masse est rendue possible et l’apport du Rich média favorise la créativité.
Le web-documentaire est un moyen pour les médias de tester ou de mettre en place progressivement de nouveaux modes de productions adaptées au web et de les renouveler. Le but est de construire des "nouveaux modèles économiques pour leurs futurs revenus". Par exemple Le Monde, Arte, France 5, France 24, Canal+ expérimentent l'éditorialisation du web-documentaire. Son usage n'a pas de conséquence sur la réduction des biens publics car on parle d’un bien collectif, et non plus de bien privé.
Cette pratique médiatique donne lieu selon Eric Pedon à "une production multiforme, protéiforme, qualifiée d’exploratoire, de tâtonnante, d’innovante, d’expérimentale" Dans l’environnement numérique, elle se qualifie comme un « nouveau dispositif de médiation en ligne de l’information". Dans le paysage culturel et artistique, elle se caractérise comme une "œuvre interactive à la frontière entre reportage d’enquête et documentaire".
Le travail des journalistes, photographes, réalisateurs audiovisuels est redéfini. Ils exploitent l’univers libre et expérimental du web et des jeux vidéo. Ces nouvelles expériences médiatiques reflètent un engagement pour une nouvelle écriture de l’information, formant un point de rupture avec les médias traditionnels de presse et de télévision. À travers une pratique créative, les auteurs défendent "à la fois une certaine idée du journalisme (enquête de terrain vs journalisme assis) et une certaine idée de la photographie et du documentaire (démarche auteuriste). Cependant, elle connait des limites notamment en termes de statut du web-documentariste (non rétribué) et de mesure d’audience dû à l’hétérogénéité et à la liberté de son format. Certains ont quand même tenté l’expérience. David Dufresne, co-auteur de Prison Valley déclara en 2011 que « 21 % des visiteurs inscrits avaient visionné les 59 minutes du récit entier, un an après la sortie sur Arte.tv ». Selon Léna Mauger, les web-documentaires rassembleraient environ 200.000 visiteurs restant en moyenne 10 à 12 minutes.

## Les caractéristiques du Web-documentaire

### L'héritage du genre documentaire
Les différentes définitions du documentaire font référence au support audiovisuel sans évoquer les autres possibilités du genre documentaire tel que le photojournalisme, le documentaire papier, le documentaire radiophonique mettant en œuvre un ou plusieurs types de document (la photo, l'écriture, le son). Le genre documentaire regroupe alors toutes productions utilisant différentes sources pour décrire une certaine réalité ou l'arranger selon les convenances. Si l'auteur utilise de la photo plutôt que de la vidéo, il modifie sa méthodologie mais reste dans le genre documentaire. 
Le web-documentaire se place dans ce même objectif documentaire, c’est-à-dire de développer la vision d'un auteur sur un contenu réel, basé sur plusieurs types de documents possibles (photographie, audio-vidéo, texte…). L'objectif et les sources restent les mêmes. À travers un format fermé, le web-documentaire continue à mettre à disposition de l’audience un documentaire avec un point de vue d’auteur. Son objectif n’est pas d’évoluer dans le temps ni en fonction de l’interaction avec l’audience. Autrement dit, ce qui le différencie d’un autre site internet et ce qui le rapproche d’un cinéma documentaire traditionnel, c’est ce récit basé sur un schéma classique à savoir : un début, un nœud et une conclusion. 
Au-delà de son originalité, le web-documentaire ne cesse pas de porter l’héritage des codes du documentaire. Ainsi malgré la possibilité par l'utilisateur de n'explorer qu'une partie du contenu qu'on lui propose, la réalisation du web-documentaire nécessite pour l'auteur de traiter le sujet travaillé dans sa globalité avec, par exemple, le web-documentaire Reconstruire Haïti signé par Jean Abbiateci. Via une fiction-simulation de la reconstruction de l'île sur l'histoire du pays, l’auteur soulève le problème de l'investissement étranger sur les marchés prenant en compte les financements, la santé, le logement, l'agriculture et bien d’autres enjeux. Comme pour le documentaire, le web-documentaire possède un thème principal, des thèmes sous-jacents ou secondaires. Il est utilisé au service d’un point de vue documenté et offre un ou plusieurs récits. Sa forme, son fond et ses fonctionnalités proposent une représentation du monde qui est censée permettre d’appréhender la réalité. En questionnant des préoccupations sociétales, des modes de vie, des faits sociaux et en reformulant les approches du réel, la base d'un web-documentaire reste donc un long travail de documentation. Ce travail est notamment visible via l’espace documentaire prévu dans l’interface graphique. 
Autre continuité entre le web-documentaire et son parent le documentaire, le récit est scénarisé. La scénarisation, ou autrement dit "la mise en scène", implique la façon dont on place et fait agir les décors, les objets, les humains face à la caméra. C’est ce qu’on appelle le "profilmique" . Tous ces plans sont revus, coupés, collés et ré-agencés au montage. Toujours dans l'optique de transmettre une information au public, l'auteur peut choisir de mettre en avant un élément du récit de différentes manières. Par exemple, il peut décider de relier des actions qui ne sont pas dans une continuité mais dans un écart temporel pour illustrer un rapport de cause à conséquence. Tout tournage suppose alors des choix de motifs, de cadrage et de montage. Il existe une volonté de traiter le sujet notamment à travers la modalisation. 
Celle-ci désigne la modification du cadre situationnel ou du statut de l’énonciation. L’interférence entre le filmeur-filmé et entre le film-spectateur peut être explicite, réelle ou feinte selon les choix esthétiques de l’auteur (injonctions du filmeur au filmé, adresse du filmé à la caméra, interpellation du spectateur). Tout est une question de distance narrative et de degré de scénarisation. Il est donc nécessaire de comprendre les circonstances du tournage et comment le film s’adresse au spectateur. Le web-documentaire, autant que le documentaire classique, ne cherche pas à montrer des informations au public mais à montrer une analyse de plusieurs informations impliquant des consignes de tournage et de lecture via le dispositif. 
Face à ces nombreux points de continuités, on peut affirmer que le web-documentaire ne constitue pas un nouveau genre éditorial mais un nouveau mode de création pour deux raisons : son mode de diffusion, le web, et l’interactivité qui en découle.

### Le Web-documentaire: articulation entre films documentaires et spécificités du Web
"Depuis 2004, nous assistons à l’émergence d’un nouveau type de création qui allie films documentaires et spécificités du web". En d’autres termes, le web-documentaire représente un nouveau mode d’expression grâce "à la scénarisation de la consultation sur le web d’un documentaire thématique" et à ses "caractéristiques communicationnelles".
L’objectif est de construire des formes destinées à manipuler des idées tout en poursuivant des objectifs d’intérêt général.
Ce qui motive principalement la réalisation d'un documentaire au format web sont les possibilités technologiques que supporte le web : l'intégration de contenu de différents types, la délinéarisation du processus de scénarisation grâce aux liens hypertextes, l'interactivité dans le choix du scénario justement mais aussi dans l'interface graphique. La majorité des web-documentaires ont été pensés et réalisés pour être diffusés sur le net, se rapprochant d’un récit multi-supports à savoir la narration transmédia (points d’entrée différents dans l’histoire) et le cross média (duplication ou adaptation). Par exemple, un web-documentaire peut obtenir une adaptation de son contenu au format papier pour un journal.
Dans l'ère du "natif numérique", la pédagogie évolue. Le caractère ludique est un élément important pour transmettre l'information. Elle permet de maintenir un sujet dans une constante stimulation cérébral favorable à l'apprentissage, comme l'explique le concept de "flux cognitif" théorisé par le psychologue hongrois Mihály Csíkszentmihályi en 1970. Seul le web et les liens hypertextes rendent possible cette position active de l'utilisateur grâce aux clics, aux choix qui lui sont demandés pour construire le récit.
De plus les technologies, HTML5 via le 3WDOC ou Flash via le logiciel multimédia Klynt, sont capables de gérer des animations qui servent de document en tant que tel ou d'éléments transitoires entre deux autres documents de manière fluide, dynamiques. Ces animations sont des éléments suppléments dans les outils disponibles aux auteurs de web-documentaire. Elles proposent un déplacement de l’écriture du scénario qui peut s’effectuer directement avec l’outil. Le but est d’obtenir un objet nouveau, un documentaire créatif, moins ennuyeux et social.
En effet, les web-documentaires ont la particularité de rajouter une dimension sociale entre les créateurs et les utilisateurs. Par exemple, ces derniers sont invités à laisser des commentaires ou messages via un forum mais également entre les utilisateurs eux-mêmes. Cette dimension sociale permet de rendre le documentaire viral et participatif. La plupart des projets de web-documentaire ont un accès via la plateforme de réseau social "Facebook", et la mise en place d'espaces dédiés à l'échange.
L'interaction et le côté ludique sont donc des moteurs dans la réalisation du documentaire. En reprenant l’exemple "Reconstruire Haïti", l'auteur Abbiateci avait pour projet d'expliquer Haïti autrement que par le déterminisme fataliste présent chez ses confrères lors du séisme de 2010. Si Haïti est dans sa situation actuelle, c'est dû aux choix des différents acteurs. Il lui fallait donc un format qui prône ces fameux choix permettant au public de s'identifier dans les prises de décisions et d'en voir les conséquences. Les choix techniques de publication sur le web (structure arborescente, ligne temporelle, actions sur images, listes de liens, gabarits, intégration de film, montage de diaporama interactif, menu, carte) offrent de nouvelles conventions d’écritures et une diversité au niveau des parcours de lecture.

### De nouvelles formes d'écritures: l'interactivité narrative
L’évolution du Web vers l’interactivité, lié à un fort développement technologique, libère le documentaire de son formatage préétabli. De ce fait, l’expérience interactive au sein même du dispositif est rendue possible. En effet, l’outil crée un espace de contact et d’échange entre un "spectateur-actant", "l’interface-film" et le contenu de l’objet narratif. Ainsi en prenant part à l'action qui se déroule à l'écran, l'internaute a la sensation d'être plongé dans une réalité virtuelle générée par cette nouvelle dimension documentaire.
À l’inverse du texte documentaire, le web-documentaire adopte le régime de la discussion et non du discours. L’utilisateur est interpellé par le ou les auteur(s), dès son entrée dans le récit. Le lecteur choisira alors d’intervenir sur le contenu en cliquant à tel endroit et à tel moment pour commencer, quitter, reprendre son déroulement ou éventuellement interviewer des personnages. C’est le premier échange interactif entre les trois sujets à savoir " l’entité énonciatrice ", le spectateur et le contenu du web-documentaire. Ils seront amenés à coopérer jusqu’à la fin du dispositif. Cette " situation d’énonciation "  fait appel à l’intellect du lecteur et à sa volonté d’actionner le récit. L’interactivité comprend alors cette triple relation qui transforme la situation d’énonciation et les différentes formes du discours du documentaire classique. Mais c’est aussi la découverte par le spectateur d'un contenu à travers de nouvelles techniques.
Marida Di Crosta se concentre sur la place centrale de l’interface au sein du dispositif. Ce dernier émancipe le spectateur de " son rôle symbolique actuel"  en l’invitant à mobiliser de "nouvelles compétences". L’auteur ne considère pas que le film soit remplacé par "l’interface-film"  étant " un synonyme moins équivoque de film interactif. Cela désigne moins un genre qu’une configuration langagière spécifique à ces objets hybrides, à mi-chemin entre le film et autre chose ". En effet, le récit interactif continue l’activité narrative du documentaire classique mais au sein d’un cadre différent. Il faut comprendre l’interface comme une couche supplémentaire permettant l’interaction entre le programme informatique et l’usager. On parle alors d’interaction physique homme-machine. L’interface est constituée d’une arborescence en deux niveaux. Le premier niveau étant la page d’accueil et ses liens, et le deuxième le montage interactif proposant plusieurs parcours. En effet, le web-documentaire, étant un document hypermédia, apporte la dimension manipulable du contenu.
Ainsi, le récit interactif sollicite le spectateur en tant qu'acteur sans quoi celui-ci n’existerait pas. Marida Di crosta le nomme "spectateur-actant" . Les interventions de l'usager génèrent alors des situations différentes et des chemins multiples dans la narration. Celui-ci jouera un rôle adapté suivant les différentes formes narratives. De plus les " déictiques temporelles et spatiaux "  du dispositif offrent à l’internaute le choix de se situer dans une énonciation précise. Pierre-Yves HUREL parle d’ "interactivité narrative"  impliquant un engagement de l’usager au niveau de la structure narrative. Pour ce faire, l'auteur doit façonner de nouvelles stratégies narratives pour anticiper et permettre des choix multiples de scénario du spectateur, notamment grâce à la mise en place des règles de participation à l'agencement du récit.
Ainsi la différence fondamentale avec la réalisation des récits documentaires classiques réside dans la place décisive de l'usager au sein de ce dispositif. Il est nécessaire de
s’appuyer sur son degré d’engagement, partant de la réception à l’interaction narrative, lors de la création d’un web-documentaire. Aussi, il faut savoir que "l’interactivité́ n’est possible que si l’on met interaction et réception sur un même continuum"  . Pierre-Yves, HUREL distingue sept éléments se prêtant à l'interaction narrative: personnages, attributs, motifs, intentions, mobiles, les actions en elles-mêmes et les opérations.

## La spécificité du Web-documentaire: la place déterminante de l'internaute

### Les nouvelles postures de l'usager
L’interactivité de la partie énonciative du documentaire offre au lecteur une nouvelle approche de l’information. Elle représente à la fois l’élément d’expression de l’auteur, concevant son propos délinéarisé, et la partie du travail de l’utilisateur, s’inscrivant dans une démarche de co-élaboration de sens du web-documentaire. Dans ce cas, la modification de la situation d’énonciation traditionnelle du documentaire redéfinit la relation usager-récit impliquant des nouvelles postures de l’usager. 
Dès la création du web-documentaire, la scénarisation du récit principal prévoit l’intervention du lecteur-internaute. Néanmoins, sa participation à la "fictionalisation" documentaire s’établit à différents niveaux selon le contenu et le dispositif interactif proposés. 
Tout d’abord, il faut savoir que le caractère actif de l’écoute, de l’attention et de l’interprétation définit une manière d’interagir avec le récit. Le lecteur-internaute endosse alors l’habit du témoin-voyeur ou du témoin-enquêteur, un point commun avec les pratiques traditionnelles du cinéma documentaire classique.  
D’une autre manière, le récit peut solliciter davantage l’immersion de l’usager avec l’utilisation d’une interaction physique. À ce moment-là, le web-documentaire se différencie du documentaire puisqu’il demande à l’internaute d’actionner le récit. Par exemple, cliquer exprime une forme d’action à savoir un clique de zapping, de curiosité ou d’échange. L’utilisateur est alors pensé et valorisé comme un explorateur ou un investigateur. Selon Philippe Laloux, "on ne leur dirait plus ‘lisez ce que je vous offre’ mais ‘lisez ce que vous cherchez’ et ‘emparez-vous de ces contenus puis partagez’" . Ainsi, sa fonction est double : à la fois acteur et spectateur.  
Cette posture spectatorielle dichotomique s’effectue à travers trois types différents de narration. La première est celle d’une arborescence à l’image des jeux vidéo. Le spectateur actant s’immerge au sein du documentaire en naviguant sur différents niveaux suggérés par l’interface graphique, c’est-à-dire la page d’accueil assortie de liens et les différentes entrées dans le récit. Plongé dans un univers particulier, il a donc l’impression de jouer en s’informant. La deuxième est celle d’une narration indéterministe. Il s’agit d’aller d’un point de départ à un point d’arrivée mais les parcours sont innombrables. Par conséquent, l’internaute peut être pensé comme étant à l’initiative du récit. Autrement dit, il a la possibilité d’influencer ou non le monde représenté par ses choix ou ses stratégies de lecture. Par exemple, il peut s’arrêter en chemin, choisir une séquence plus attractive qu’une autre ou encore revenir sur ses pas. La troisième est celle d’une narration évolutionniste. Il existe un point de départ mais pas de point d’arrivée, le monde se créant au fur et à mesure du parcours de l’utilisateur. Il adopte une attitude d’acteur plutôt que de lecteur en étant une entité interne du documentaire. Par exemple, il joue le rôle fictif du grand reporter en menant sa propre investigation à travers l’usage d’une série d’attributs matériels (cartes, cahiers, sources documentaires statistiques et juridiques, rapport d’experts, etc.) et dans un décor de " road movie ". 
Ainsi l’utilisateur peut s’identifier aux enjeux du récit, la posture du spectateur, et manipuler l’information via l’interface graphique, la posture de l’acteur. Cette nouvelle relation de l’usager-récit abolit la distanciation nécessaire à la réflexion, imposée par la lecture d’un documentaire, et instaure la promesse du web-documentaire. " S’informer devient un parcours à la fois individuel et de partage collectif mais surtout ludique " . 
Cette fonction double de l'utilisateur à la fois acteur et spectateur, se retrouve dans une autre forme de documentaire interactif, le documentaire mobile. Le documentaire mobile est un format qui s'appuie sur la géolocalisation des smartphones afin d'immerger in situ (en situation) le mobinaute. Selon Sandra Gaudenzi, "Il s'agit d'interpeller le lecteur, de transposer dans la vie privée quelque chose qui ne peut être que très général dans une logique documentaire". Avec ce rapport plus personnalisé à son environnement réel, le mobinaute investit le propos du documentaire. En France plusieurs exemples de cette nouvelle vision du documentaire sont apparus: Voyages en Résistances de Petit Homme Production en 2012, Cinémacity de SmallBang en 2013, et Jaurès pas à pas de CinéTévé en 2014.  

### L'enjeu de la captation
Selon Henry Jenkins, La convergence des médias est " l'intersection entre la mise en flux des contenus, la multiplicité des plates-formes médiatiques et le caractère versatile de l'audience " . Ce phénomène s’inscrit dans un enjeu de captation de l’attention qui " passe par des artifices interactifs maintenant l’internaute en immersion dans des univers contraints et addictifs fortement inspirés par l’univers des jeux vidéo "  .
Le web-documentaire est un objet créatif qui permet la captation du visiteur par l’exploration des contenus à travers des moyens ludiques et interactifs. Roger Caillois définit le jeu comme "une activité libre, séparée, incertaine, improductive, réglée et fictive"  Le web-documentaire est un dispositif médiatique qui appelle à l’imaginaire de l’internaute. Celui-ci tend à plonger l’usager dans un monde particulier. Dans ce cas, il est possible de l’assimiler à un jeu vidéo. On dit qu’il s’inspire des “serious games” structurés par des règles autorisant ou empêchant d’atteindre un objectif. De même qu’en fonction des actions de l’utilisateur, l’histoire et la conclusion seront différentes.
La posture « spectateur-actant » de l’utilisateur l’engage vis-à-vis du dispositif : « Être engagé dans une situation de communication ce n’est pas être passif ou actif tour à tour c’est être actif de différentes manières ». L'engagement fait appel à l'émotionnel, à l'interaction narrative mais aussi à l’aspect cognitif l'amenant à penser, à réfléchir et à raisonner. Cet engagement rappelle son état de conscience de lui en tant que sujet pensant du web-documentaire.
L’utilisateur vit ainsi une « expérience immersive » L'immersion permet de mesurer le degré de réalisme créé par un système de réalité virtuelle. Elle peut être totale ou partielle
selon les périphériques utilisés. L'immersion est totale lorsque les cinq canaux sensoriels de l'utilisateur sont traités simultanément, sinon elle est partielle. Plus l'utilisateur confond le monde virtuel avec le monde réel, plus la sensation d'immersion est forte. Le web-documentaire, quant-à-lui, propose une expérience “multimédia-sensorielle”. Les canaux sensoriels sollicités sont la vue (textes, photos), l'ouïe (son et vidéos) et le toucher. L'interactivité en temps réel contribue particulièrement à cette sensation d'immersion perçue par l'utilisateur. Il prend part à l'action qui se déroule à l'écran et "les déplacements dans l’espace, où la correspondance entre le geste métaphorisé du joueur et l’action du personnage à l’écran serait complète"  De plus, il échange des points de vue sur le thème avec des internautes. Ses contacts peuvent suivre son avancée dans le récit sur son compte Twitter ou sa page Facebook.
En outre, immerger le spectateur dans un état de "flow" est selon Florent Maurin dans son billet "Théorie du flow et webdocumentaires", un enjeu du web-documentaire. Le but est d’obtenir une certaine proportionnalité entre simplicité et complexité pour que le spectateur puisse contrôler et maîtriser le contenu. Mihály Csíkszentmihályi, un psychologue hongrois, définit la théorie du “cognitive flow “ ou autrement dit le flux cognitif. Lorsque l’immersion est totale et la concentration maximale, le spectateur perçoit un sentiment complet d’engagement et de réussite. Le rapport entre la difficulté d’une tâche et notre niveau de qualification influencerait notre disposition émotionnelle. En d’autres termes, l’internaute se lasse si une tâche est trop difficile ou si elle trop simple. Par exemple, une prise en main difficile du web-documentaire, une arborescence complexe ou à l’inverse une trop forte linéarité de la narration pourrait vite ennuyer le spectateur. D’une autre manière, une diversion provoquant trop d’interruptions dans le récit peut amener à disperser et par conséquent à désintéresser le visiteur.
Enfin, la navigation est normalement choisie par l’usager. Cependant, il est encore difficile de comprendre précisément les motivations de son adhésion et ses réactions face au dispositif : "Il a presque toujours le choix de naviguer sur le site et d’appréhender le monde qu’on lui propose comme il le souhaite" Il s’agit vraiment d’offrir au lecteur une nouvelle approche de l’information. Le côté ludique de ce dispositif motive d’autant plus l’utilisateur à s’engager pleinement au sein de ce dispositif et s’approprier l’objet. Mais "Quelles sont les questions qui se posent au "spectateur-actant" dans l’appropriation de l’objet ? Quels sont les ajustements cognitifs dont doit faire preuve ce " spectateur-acteur" dans la cocréation de sens ?" 

### La question de l'appropriation du dispositif médiatique par l'usager
La forme non conventionnelle du web-documentaire constitue à la fois un avantage et un inconvénient dans l’appropriation du dispositif médiatique par l’usager. Certes, les auteurs du web-documentaire lui laissent une liberté d’intervenir au sein du récit. 
Selon C. Vandendorpe, "l’invention de l’écriture libère l’individu de la triple contrainte imposée par la situation d’écoute"  à savoir : celle de ne pas pouvoir déterminer le moment de la communication, celle de ne pas maîtriser le rythme choisi par le contenu et enfin celle de ne pas pouvoir retourner en arrière. 
Néanmoins pour s’approprier un web-documentaire, il faut accepter sa propre liberté d’action et la délinéarisation du texte. En effet, face à la prégnance de la dimension technique du document hypermédia, l’internaute est contraint d’apprendre à manipuler cet outil. Soumis dès le départ à un choix, la lecture de l’utilisateur est conditionnée. Autrement dit, il a la possibilité de changer de parcours et donc de page ou alors de visionner une vidéo en continu. 
Cette autonomie requiert une capacité d’adaptation et demande tout un travail d’appropriation. Pour ce faire, le lecteur-internaute mobilise ses connaissances liées au modèle documentaire télévisé mais aussi liées au média Internet. Certains individus veulent connaître le cadre d’usage et de fonctionnement global du dispositif avant même d’y accéder. D’autres apprennent à manipuler l’objet numérique au fur et à mesure de leur lecture. 
Face aux différents niveaux de compétences du destinataire et à sa manière particulière d’entrer en relation avec le web-documentaire, les stratégies de lecture se diversifient. Tout d’abord, la stratégie de prospection implique un usager furtif. Après avoir cherché une raison quelconque de continuer sa lecture, il abandonne la conquête du dispositif. À l’inverse, l’usager extensif poursuit sa lecture dans l’intérêt de découvrir l’ensemble des documents et vidéos proposées à l’image d’un documentaire linéaire classique. 
L’usager sélectif, lui, adopte une lecture spécialisée des contenus afin de contextualiser le web-documentaire. En reprenant la posture de l’explorateur, l’individu cherche quelque chose d’inconnu en s’accrochant aux repères et aux explications apportées au sein du récit interactif. Cette richesse de contenus et d’utilisations perd, par moments, le destinataire éprouvant des difficultés cognitives. Par exemple, lorsqu’il utilise l’interface de navigation, c’est-à-dire les boutons situés en bas et à droite de l’écran, il ne sait pas quelle fonction va être mise en œuvre.  Est-ce un bouton informatif ? Narratif ? Instrumental ? Il progresse par tâtonnement et mobilise, par la suite, sa mémoire visuelle lui permettant de s’approprier l’outil au fur et à mesure de sa découverte. Aussi, lors de sa lecture, l’internaute assimile la dimension multimédia du web-documentaire. Sans cesse confronté à un flux visuel et sonore (textes, images, vidéos, sons, icônes), il doit exercer un important investissement attentionnel ce qui peut expliquer son abandon.